# Mikołaj Duchnowski
Mikołaj Duchnowski (ur. 12 grudnia 1733 w Siemiatyczach, zm. 25 czerwca 1805) – duchowny greckokatolicki, 16 maja 1803 mianowany biskupem diecezji supraskiej, konsekrowany 29 kwietnia 1804. Utworzył diecezjalne seminarium.
Bibliografia
- Bishop Mikolaj Duchnowski ang.